# Межа Бремерманна
Межа Бремерманна, названий на честь Ганса-Йоахіма Бремерманна, — максимальна швидкість обчислень автономної системи в матеріальному всесвіті. Виводиться з ейнштейнівської еквівалентності маси-енергії і співвідношення невизначеності Гейзенберга і становить {\displaystyle c^{2}/h=1.36\times 10^{50}} біт в секунду на кілограмм.
Ця величина грає важливу роль при розробці  криптографічних алгоритмів, оскільки дозволяє визначити мінімальний розмір ключів шифрування або геш-значень, необхідних для створення алгоритму шифрування, який не може бути зламаний шляхом перебору.
Наприклад, комп'ютер з масою, що дорівнює масі Землі, що працює на межі Бремерманна, міг би виконувати близько 1075 операцій в секунду. Якщо припустити, що криптографічний ключ може бути перевірений тільки однією операцією, то типовий 128-бітний ключ такий комп'ютер міг би зламати за проміжок часу 10−36 секунд. Але злом 256-бітного ключа (який вже використовується в деяких системах) навіть у такого комп'ютера займе близько двох хвилин, а використання 512-бітного ключа призведе до збільшення часу злому до 1072 років.
У більш пізніх роботах межа Бремерманна інтерпретується як максимальна швидкість, з якою система з енергетичним розкидом {\displaystyle \Delta E} може трансформуватися з одного помітного стану в інший,{\displaystyle \Delta t=\pi \hbar /2\Delta E}. Зокрема, Марголус і Левітін показали, що квантовій системі з середньою енергією  Е  потрібний мінімальний час {\displaystyle \Delta t=\pi \hbar /2E}, щоб перейти з одного стану в інший, ортогональний початковому. (див. Теорема Марголуса — Левітіна) Однак було показано, що доступ до квантової пам'яті в принципі дозволяє обчислювальні алгоритми, які вимагають довільно малої кількості енергії / часу на один елементарний крок обчислення.